# Festival Internacional de Cine de Venecia de 2010
La 67.ª Mostra de Venecia (Italia), tuvo lugar del 1 al 11 de septiembre de 2010. El director y guionista Quentin Tarantino fue el presidente del Jurado. John Woo obtuvo el León de Oro por su película Lifetime Achievement fuera de concurso. La película que abrió el festival fue Cisne Negro, de Darren Aronofsky .
El León de Oro a la mejor película en competición fue otorgado a Somewhere (En algún lugar), dirigida por Sofia Coppola. El León de Plata para el Mejor Director fue a parar a Álex de la Iglesia, por Balada triste de trompeta. Saltándose la tradición de dar más de un premio importante a una película, el Premio Especial del Jurado y al Mejor Actor, (la llamada Copa Volpi) fue a la misma película, Jerzy Skolimowski Asesinato Esencial. Representando el jurado, el director estadounidense Quentin Tarantino apeló al responsable último del Festival, Marco Müller, para alterar las reglas. El crítico italiano Paolo Mereghetti descalificó la decisión del jurado y Tarantino fue acusado de favoritismo, cargo que él negó.

## León de Oro
El León de Oro de la edición de 2010 fue para En algún lugar, dirigida por Sofia Coppola, una película basada en parte en la niñez de la hija del aclamado director Francis Ford Coppola. Quentin Tarantino, el presidente del jurado que otorgó el premio, saludó el refrán de película, " crezca y creció en nuestros corazones, en nuestras mentes, en nuestros afectos". El fallo del jurado era unánime. A recibir el premio, Coppola pagó crédito a su padre para "enseñarme". La película rusa Almas Silenciosas y la chilena Post mortem habían sido consideradas favoritas para el premio.

## Jurado
Las siguientes personas fueron seleccionadas para formar parte del jurado de esta edición:
Sección oficial (Venezia 67)
- Quentin Tarantino, director estadounidense (Presidente)
- Guillermo Arriaga, director mexicano
- Ingeborga Dapkunaite, actriz lituana
- Arnaud Desplechin, director y guionisrta francés
- Danny Elfman, compositor y cantante estadounidense
- Luca Guadagnino, director italiano
- Gabriele Salvatores, director italiano

Horizons (Orizzonti)
- Shirin Neshat, artista iraní (Presidente)
- Raja Amari, director tunecino
- Lav Diaz, cineasta filipino
- Alexander Horwath, director del Austrian Filmmuseum
- Pietro Marcello, direcotr italiano

Opera Prima ("Luigi de Laurentiis" Award for a Debut Film)
- Fatih Akin, director alemán (Presidente)
- Nina Lath Gupta, director del National Film Development Corporation of India
- Stanley Kwan, director de cine de Hong Kong
- Samuel Maoz, director israelí
- Jasmine Trinca, actriz italiana

Controcampo Italiano
- Valerio Mastandrea, actor y director italiano (Presidente)
- Susanna Nicchiarelli, directora y actriz italiana
- Dario Edoardo Viganò, Director del Vatican Television Center

Persol 3-D
- Shimizu Takashi, director japonés (Presidente)
- Jim Hoberman, crítico estadounidense
- David Zamagni, director italiano

## Selección oficial

### En Competición
Las películas siguientes compitieron para el premio:
| Título en español                                | Título original                | Director(s)            | País                                    |
| ------------------------------------------------ | ------------------------------ | ---------------------- | --------------------------------------- |
| Cisne negro                                      | Black Swan                     | Darren Aronofsky       | Estados Unidos                          |
| La pecora nera                                   | La pecora nera                 | Ascanio Celestini      | Italia                                  |
| Somewhere                                        | Somewhere                      | Sofia Coppola          | Estados Unidos                          |
| 4 Lovers                                         | Happy few                      | Antony Cordier         | Francia                                 |
| La soledad de los números primos                 | La solitudine dei numeri primi | Saverio Costanzo       | Italia, Alemania, Francia               |
| Silent souls                                     | Овсянки                        | Aleksey Fedorchenko    | Rusia                                   |
| Promises Written in Water                        | Promises Written in Water      | Vincent Gallo          | Estados Unidos                          |
| Road to Nowhere                                  | Road to Nowhere                | Monte Hellman          | Estados Unidos                          |
| Balada triste de trompeta                        | Balada triste de trompeta      | Álex de la Iglesia     | España, Francia                         |
| Vénus noire                                      | Vénus noire                    | Abdellatif Kechiche    | Francia                                 |
| Post Mortem                                      | Post Mortem                    | Pablo Larraín          | Chile, México, Alemania                 |
| El mundo según Barney                            | Barney's Version               | Richard J. Lewis       | Canadá, Italia                          |
| Noi credevamo                                    | Noi credevamo                  | Mario Martone          | Italia, Francia                         |
| La pasión                                        | La passione                    | Carlo Mazzacurati      | Italia                                  |
| 13 asesinos                                      | 十三人の刺客                   | Takashi Miike          | Japón, Reino Unido                      |
| Potiche                                          | Potiche                        | François Ozon          | Francia                                 |
| Meek's Cutoff                                    | Meek's Cutoff                  | Kelly Reichardt        | Estados Unidos                          |
| Miral                                            | Miral                          | Julian Schnabel        | Estados Unidos, Francia, Italia, Israel |
| Essential Killing                                | Essential Killing              | Jerzy Skolimowski      | Polonia, Noruega, Hungría, Irlanda      |
| Tokio Blues                                      | Noruwei Ningún Mori            | Tran Anh Colgó         | Japón                                   |
| Attenberg                                        | Attenberg                      | Athina Rachel Tsangari | Grecia                                  |
| Detective Dee y el misterio de la llama fantasma | 狄仁傑之通天帝國               | Tsui Hark              | China                                   |
| The Ditch                                        | Jiabiangou                     | Wang Bing              | China                                   |
| Tres                                             | Drei                           | Tom Tykwer             | Alemania                                |

### Fuera de competición
Las películas siguientes fueron seleccionadas para ser exhibidas fuera de competición:
| Título en español                                  | Título original                                    | Director(s)                   | País             |
| -------------------------------------------------- | -------------------------------------------------- | ----------------------------- | ---------------- |
| The Town                                           | The Town                                           | Ben Affleck                   | Estados Unidos   |
| I'm Still Here                                     | I'm Still Here                                     | Casey Affleck                 | Estados Unidos   |
| Sorelle mai                                        | Sorelle mai                                        | Marco Bellocchio              | Italia           |
| Niente paura                                       | Niente paura                                       | Piergiorgio Gay               | Italia           |
| Dante Ferretti: production designer                | Dante Ferretti: production designer                | Gianfranco Giagni             | Italia           |
| Notizie degli scavi                                | Notizie degli scavi                                | Emidio Greco                  | Italia           |
| Gorbaciof                                          | Gorbaciof - Il cassiere col vizio del gioco        | Stefano Incerti               | Italia           |
| That Girl in Yellow Boots                          | That Girl in Yellow Boots                          | Anurag Kashyap                | India            |
| Showtime                                           | Yongxin Tiao                                       | Stanley Kwan                  | China            |
| Legend of the Fist: The Return of Chen Zhen        | 精武風雲－陳真                                     | Andrew Lau                    | Hong Kong        |
| Sei Venezia                                        | Sei Venezia                                        | Carlo Mazzacurati             | Italia           |
| Zebraman 2: Attack on Zebra City                   | Zeburâman: Zebura Shiti No gyakushû                | Takashi Miike                 | Japón            |
| The Child's Eye                                    | 童眼 3D                                            | Oxide Pang Chun, Danny Pang   | Hong Kong, China |
| Vallanzasca - Gli angeli del male                  | Vallanzasca - Gli angeli del male                  | Michele Placido               | Italia           |
| All Inclusive 3D                                   | All Inclusive 3D                                   | Nadia Ranocchi, David Zamagni | Italia           |
| Raavan                                             | Raavan                                             | Mani Ratnam                   | India            |
| Machete                                            | Machete                                            | Robert Rodriguez              | Estados Unidos   |
| 1960                                               | 1960                                               | Gabriele Salvatores           | Italia           |
| La prima volta e Venezia                           | La prima volta e Venezia                           | Antonello Sarno               | Italia           |
| Un Tributo a Vittorio Gassman                      | Vittorio racconta Gassman, una vita da Mattatore   | Giancarlo Scarchilli          | Italia           |
| Una carta a Elia                                   | A Letter to Elia                                   | Martin Scorsese, Kent Jones   | Estados Unidos   |
| The Shock Labyrinth 3D                             | Senritsu meikyu 3D                                 | Takashi Shimizu               | Japón            |
| Sobrevivir a la vida                               | Přežít svůj život                                  | Jan Švankmajer                | República Checa  |
| La tempestad                                       | The Tempest                                        | Julie Taymor                  | Estados Unidos   |
| L’ultimo gattopardo: ritratto di Goffredo Lombardo | L’ultimo gattopardo: ritratto di Goffredo Lombardo | Giuseppe Tornatore            | Italia           |
| Passione                                           | Passione                                           | John Turturro                 | Italia           |
| Lope                                               | Lope                                               | Andrucha Waddington           | España, Brasil   |
| Reign of Assassins                                 | 劍雨                                               | John Woo, Su Chao-pin         | China, Hong Kong |
| Special Guy                                        | Taikong xia 3D                                     | Zhang Yuan                    | China            |

## Horizontes (Orizzonti)
Las películas siguientes fueron seleccionadas para la sección Horizontes (Orizzonti):
Largometrajes
| Título español     | Título original                     | Director(s)                           | País de producción                |
| ------------------ | ----------------------------------- | ------------------------------------- | --------------------------------- |
| Bloodproof         | Bangdokpi                           | Gon y Sun Kim                         | Corea del Sur                     |
| Better Life        | Better Life                         | Isaac Julien                          | Reino Unido, China                |
| Caracremada        | Caracremada                         | Lluís Galter                          | España                            |
| Cold Fish          | Tsumetai nettaigyo                  | Sion Sono                             | Japón                             |
| Dharma Guns        | Dharma Guns (La succession Starkov) | F.J. Ossang                           | Francia, Portugal                 |
| Malavoglia         | Malavoglia                          | Pasquale Scimeca                      | Italia                            |
| En El Futuro       | En El Futuro                        | Mauro Andrizzi                        | Argentina                         |
| Jean Gentil        | Jean Gentil                         | Laura Amelia Guzmán y Israel Cárdenas | Rep. Dominicana, México, Alemania |
| Nainsukh           | Nainsukh                            | Amit Dutta                            | Suiza, India                      |
| News from Nowhere  | News from Nowhere                   | Paul Morrissey                        | EE. UU.                           |
| Oki's Movie        | Oki-Eui Young-Hwa                   | Hong Sang-soo                         | Corea del Sur                     |
| La bella durmiente | La belle endormie                   | Catherine Breillat                    | Francia                           |
| Verano de Goliat   | Verano de Goliat                    | Nicolás Pereda                        | México, Canadá                    |
| A Espada e a Rosa  | A Espada e a Rosa                   | João Nicolau                          | Portugal, Francia                 |

Documentales y films históricos
| Título original                                                | Director(s)                          | País de producción     |
| -------------------------------------------------------------- | ------------------------------------ | ---------------------- |
| Fading (film experimental, 58´)                                | Olivier Zabat                        | Francia                |
| The Forgotten Space                                            | Noel Burh, Allan Sekula              | Países Bajos, Austria  |
| Guest                                                          | José Luis Guerin                     | España                 |
| K.364 a Journey by Train [Out Of Competition]                  | Douglas Gordon                       | Reino Unido, Francia   |
| The Nine Muses                                                 | John Akomfrah                        | Reino Unido, Ghana     |
| Per questi stretti morire (Ovvero cartografia di una passione) | Giuseppe M. Gaudino, Isabella Sandri | Italia                 |
| Reconstructing Faith (Xifang Qu Ci Bu Yuan)                    | Wenhai Huang                         | China                  |
| Robinson in Ruins                                              | Patrick Keiller                      | Reino Unido            |
| El sicario Room 164                                            | Gianfranco Rosi                      | Francia, Italia        |
| When We Were Communists (Sheoeyin kenna)                       | Maher Abi Samra                      | Líbano, Francia, U.A.E |
| Zelal                                                          | Marianne Khoury, Mustapha Hasnaoui   | Egipto, Francia        |

Cortos y mediometrajes
| Título original                                                | Duración | Director(s)                | País de producción     |
| -------------------------------------------------------------- | -------- | -------------------------- | ---------------------- |
| 21 Grams (21 Ke) (animación)                                   | 29'      | Xun Sun                    | China                  |
| 720 Degrees                                                    | 5'       | Ishtiaque Zico             | Bangladés              |
| The Agent                                                      | 12'      | Vincent Gallo              | EE. UU.                |
| Casus Belli                                                    | 11'      | Georgios Zois              | Grecia                 |
| Diamonds (Brilianty)                                           | 26'      | Rustam Khamdamov           | Rusia                  |
| The External World (animation)                                 | 15'      | David Oreilly              | Alemania               |
| Four Seasons (Nok Ka Mhin)                                     | 11'      | Chaisiri Jiwarangsan       | Tailandia              |
| John's Gone                                                    | 21'      | Josh & Benny Safdie        | EE. UU.                |
| The Leopard [Out Of Competition]                               | 20'      | Isaac Julien               | Reino Unido, Italia    |
| The Life and Death of Henry Darger (Lif og Daudi Henry Darger) | 6'       | Bertrand Mandico           | Francia, Islandia      |
| Man In A Room                                                  | 6'       | Rafael Palacio Illingworth | EE. UU., México, Suiza |
| Mechanic of Spring (Haru No Shikumi) (animation)               | 5'       | Atsushi Wada               | Japón                  |
| Out (Tse)                                                      | 35'      | Roee Rosen                 | Israel                 |
| Painéis de São Vicente de Fora, visão poética                  | 16'      | Manoel De Oliveira         | Portugal               |
| El Pozo                                                        | 8'       | Guillermo Arriaga          | México                 |
| Red Earth (Chi Di)                                             | 21'      | Clara Law                  | Hong Kong, Australia   |
| Woman I                                                        | 20'      | Nuntanat Duangtisarn       | Tailandia              |

Cortos y películas experimentales
| Título original                                | Duración | Director(s)                           | País de producción |
| ---------------------------------------------- | -------- | ------------------------------------- | ------------------ |
| Atom                                           | 30'      | Markus Loeffler, Andrée Korpys        | Alemania           |
| Les Barbares                                   | 5'       | Jean Gabriel Périot                   | Francia            |
| Cold Clay, Emptiness…                          | 7'       | Sj. Ramir                             | Nueva Zelanda      |
| Coming Attractions                             | 25'      | Peter Tscherkassky                    | Austria            |
| The Death of an Insect (Erään Hyönteisen Tuho) | 7'       | Hannes Vartiainen, Pekka Veikkolainen | Finlandia          |
| Diane Wellington                               | 15'      | Arnaud Des Pallières                  | Francia            |
| The Futurist                                   | 4'       | Emily Richardson                      | Reino Unido        |
| House                                          | 9'       | Doug Aitken                           | EE. UU.            |
| Inspiration (Voodhushevlenie)                  | 45'      | Galina Myznikova, Sergey Provorov     | Rusia              |
| La linea generale                              | 16'      | Oleg Tcherny                          | Francia            |
| A Loft [Out Of Competition]                    | 16'      | Ken Jacobs                            | EE. UU.            |
| Mc Mclean, Magic For Beginners                 | 20'      | Jesse Mclean                          | EE. UU.            |
| Mouse Palace                                   | 10'      | Harald Hund, Paul Horn                | Austria            |
| O mundo è belo                                 | 9'       | Luiz Pretti                           | Brasil             |
| Non si può nulla contro il vento               | 6'       | Flatform                              | Italia             |
| Shadow Cuts                                    | 5'       | Martin Arnold                         | Austria            |
| Stardust                                       | 20'      | Nicolas Provost                       | Bélgica            |
| Weak Rot Front (Slabyj Rot Front)              | 12'      | Victor Alimpiev                       | Rusia              |

Cortos y mediometrajes documentales
| Título original                                             | Duración | Director(s)                     | País de producción   |
| ----------------------------------------------------------- | -------- | ------------------------------- | -------------------- |
| Il Capo                                                     | 15'      | Yuri Ancarani                   | Italia               |
| Crust (Qiao)                                                | 13'      | Wenhai Huang                    | China                |
| Un Anno Dopo – Progetto Memory Hunters [Out Of Competition] | 22'      | Carlo Liberatore, a.o.          | Italia               |
| Future Archaeology                                          | 20'      | Armin Linke, Francesco Mattuzzi | Italia, Alemania     |
| On Rubik's Road (Pa Rubika Celu)                            | 30'      | Laila Pakalnina                 | Letonia              |
| Indefatigable                                               | 7'       | Ruth Jarman, Joe Gerhardt       | Ecuador, Reino Unido |
| How To Pick Berries (Miten Marjoja Poimitaan)               | 19'      | Elina Talvensaari               | Finlandia            |
| The Future Will Not Be Capitalism                           | 19'      | Sasha Pirker                    | Austria              |

## Controcampo Italiano
Las siguientes películas, representando las "nuevas tendencias del cine italiano", fuer exhibidas en esta sección:
Largometrajes
| Feature films     | Feature films      | Feature films |
| Título            | Director           |               |
| ----------------- | ------------------ | ------------- |
| 20 Sigarette      | Aureliano Amadei   |               |
| Il Primo Incarico | Giorgia Cecere     |               |
| Into Paradisco    | Paola Randi        |               |
| I baci mai dati   | Roberta Torre      |               |
| Ma che storia...  | Gianfranco Pannone |               |
| Tajabone          | Salvatore Mereu    |               |
| A Woman           | Giada Colagrande   |               |

Cortometrajes
| Título                | Duración | Director                       |
| --------------------- | -------- | ------------------------------ |
| Achille               | 19'      | Giorgia Farina                 |
| Bassa Marea           | 15'      | Roberto De Paolis              |
| Come Un Soffio        | 7'       | Michela Cescon                 |
| Niente Orchidee       | 14'      | Simone Godano, Leonardo Godano |
| Sposerò Nichi Vendola | 16'      | Andrea Costantino              |

Highlighted title indicates the Controcampo Italiano Prize winner.
Fuera de competición
| Título                                         | Director                             |
| ---------------------------------------------- | ------------------------------------ |
| Flaiano: Il meglio è passato                   | Giancarlo Rolandi, Steve Della Casa  |
| Fughe e approdi                                | Giovanna Taviani                     |
| Tarda estate                                   | Antonio Di Trapani, Marco De Angelis |
| Il Loro Natale                                 | Gaetano Di Vaio                      |
| Se hai una montagna di neve, tienila all'ombra | Elisabetta Sgarbi, Eugenio Lio       |
| Ward 54                                        | Monica Maggioni                      |

## Retrospectiva de la comedia italiana
Las películas siguientes estuvieron mostradas tan parte de una sección retrospectiva en comedia italiana, tituló El Estado de Cosas, abarcando los años 1937 a 1988.
| Título en español          | Título original            | Director(s)              | Año  |
| -------------------------- | -------------------------- | ------------------------ | ---- |
| Las cuatro verdades        | Le quattro verità          | Alessandro Blasetti      | 1962 |
| ¡No te pago!               | No ti pago!                | Carlo Ludovico Bragaglia | 1942 |
| cuori infranti             | cuori infranti             | Vittorio Caprioli        | 1963 |
| La caseta de la risa       | Casotto                    | Sergio Citti             | 1977 |
| Io No spezzo... rompo      | Io No spezzo... rompo      | Bruno Corbucci           | 1971 |
| El doméstico               | Il domestico               | Luigi Filippo D'Amico    | 1974 |
| Allegri masnadieri         | Allegri masnadieri         | Marco Elter              | 1937 |
| Tutta la città canta       | Tutta la città canta       | Riccardo Freda           | 1945 |
| El bello Giorgio           | Lo scatenato               | Franco Indovina          | 1967 |
| ¡El acusado, de pie!       | Imputato alzatevi!         | Mario Mattoli            | 1939 |
| È arrivato il cavaliere    | È arrivato il cavaliere    | Mario Monicelli, Steno   | 1950 |
| Guardias y ladrones        | Guardie e ladri            | Mario Monicelli, Steno   | 1951 |
| Fracchia la belva umana    | Fracchia la belva umana    | Neri Parenti             | 1981 |
| L'onorata società          | L'onorata società          | Riccardo Pazzaglia       | 1961 |
| El soltero                 | Lo scapolo                 | Antonio Pietrangeli      | 1955 |
| Il ragazzo di campagna     | Il ragazzo di campagna     | Franco Castellano        | 1984 |
| Il commissario Lo Gatto    | Il commissario Lo Gatto    | Dino Risi                | 1987 |
| El jueves                  | Il giovedì                 | Dino Risi                | 1963 |
| Las píldoras de Hércules   | Le pillole di Ercole       | Luciano Salce            | 1962 |
| Botta e risposta           | Botta e risposta           | Mario Soldati            | 1950 |
| Juzgado a la italiana      | Un giorno En pretura       | Steno                    | 1954 |
| Febbre da cavallo          | Febbre da cavallo          | Steno                    | 1976 |
| Il mantenuto               | Il mantenuto               | Ugo Tognazzi             | 1961 |
| Eccezzziunale... veramente | Eccezzziunale... veramente | Carlo Vanzina            | 1982 |
| Vacanze di Natale          | Vacanze di Natale          | Carlo Vanzina            | 1983 |
| Compagni di scuola         | Compagni di scuola         | Carlo Verdone            | 1988 |

## Secciones independientes

### Semana Internacional de la Crítica
Las películas siguientes fueron seleccionadas para la 25ª Semana Internacional de la Crítica del Festival de Cine de Venecia:
En competición
| Título en español  | Título original    | Director(s)               | País de producción |
| ------------------ | ------------------ | ------------------------- | ------------------ |
| Hai paura del buio | Hai paura del buio | Massimo Coppola           | Italia             |
| Angel & Tony       | Angèle et Tony     | Alix Delaporte            | Francia            |
| Más allá           | Svinalängorna      | Pernilla August           | Suecia             |
| Oca                | Oca                | Vlado Škafar              | Eslovenia          |
| Homeland           | Hora Proelefsis    | Syllas Tzoumerkas         | Grecia             |
| Martha             | Martha             | Marcelino Islas Hernández | México             |
| Naomi              | Hitparzut X        | Eitan Zur                 | Israel             |

Fuera de competición
| Título original | Director(s)              | País de producción |
| --------------- | ------------------------ | ------------------ |
| Notte Italiana  | Carlo Mazzacurati        | Italia             |
| Limbunan        | Gutierrez Mangansakan II | Filipinas          |

### Venice Days
Las películas siguientes fueron seleccionadas para la 7ª edición de la sección de Venice Days (Giornate degli Autori):
Selección oficial
| Título en español                  | Título original                    | Director(s)                            | País de producción            |
| ---------------------------------- | ---------------------------------- | -------------------------------------- | ----------------------------- |
| Cielo Senza Terra                  | Cielo Senza Terra                  | Giovanni Maderna & Sara Pozzoli        | Italia                        |
| Cirkus Columbia                    | Cirkus Columbia                    | Danis Tanović                          | Bosnia y Herzegovina, a.o.    |
| Majority                           | Cogunluk                           | Seren Yüce                             | Turkey                        |
| Et in terra pax                    | Et in terra pax                    | Matteo Botrugno & Daniele Coluccini    | Italia                        |
| Il sangue verde                    | Il sangue verde                    | Andrea Segre                           | Italia, Francia               |
| Incendies                          | Incendies                          | Denis Villeneuve                       | Canadá, Francia               |
| L’amore buio                       | L’amore buio                       | Antonio Capuano                        | Italia                        |
| La vida de los peces               | La vida de los peces               | Matías Bize                            | Chile, Francia                |
| La vita al tempo della morte       | La vita al tempo della morte       | Andrea Caccia                          | Italia                        |
| Una visita inoportuna              | Le bruit des glaçons               | Bertrand Blier                         | Francia                       |
| Lisetta Carmi, un'anima in cammino | Lisetta Carmi, un'anima in cammino | Daniele Segre                          | Italia                        |
| Noir océan                         | Noir océan                         | Marion Hänsel                          | Bélgica, Alemania, Francia    |
| Notre étrangère                    | Notre étrangère                    | Sarah Bouyain                          | Francia, Burkina Faso         |
| Pequeñas voces                     | Pequeñas voces                     | Jairo Eduardo Carrillo & Óscar Andrade | Colombia                      |
| Scena del crimine (documental)     | Scena del crimine (documental)     | Walter Stokman                         | Países Bajos, Italia          |
| The Accordion (corto)              | The Accordion (corto)              | Jafar Panahi                           | Italy, Brasil, Francia, Suiza |
| The Happy Poet                     | The Happy Poet                     | Paul Gordon                            | EE. UU.                       |

Premio Lux
| Título en español | Título original   | Director(s)            | País de producción           |
| ----------------- | ----------------- | ---------------------- | ---------------------------- |
| Akadimia Platonos | Akadimia Platonos | Filippos Tsitos        | Grecia, Alemania             |
| La extraña        | Die Fremde        | Feo Aladag             | Alemania                     |
| Illégal           | Illégal           | Olivier Masset-Depasse | Bélgica, Luxemburgo, Francia |

## Premios

### Sección oficial
Las siguientes películas fueron premiadas en el festival:
- León de Oro para la película: Somwhere, de Sofia Coppola
- León de Plata a la mejor dirección: Álex de la Iglesia por Balada triste de trompeta
- León de Plata - Gran Premio del Jurado: Essential Killing de Jerzy Skolimowski
- Coppa Volpi para el mejor actor: Vincent Gallo, por Essential Killing
- Coppa Volpi para la mejor actriz: Ariane Labed, por Attenberg
- Premio Marcello Mastroianni al mejor actor o actriz revelación: Mila Kunis en Cisne Negro
- Osella para mejor la mejor fotografía: Mikhail Krichman, por Ovsyanki (Almas Silenciosas)
- Osella para el mejor guion: Álex de la Iglesia por Balada triste de trompeta

### Horizontes - 'Premio Orizonti'
- Premio Orizzonti: Verano de Goliat'', de Nicolás Pereda
- Premio especial Orizonti del jurado: The Forgotten Space, de Noël Burch y Allan Sekula
- Premio Orizzonti mejor cortometraje: Coming Attractions, de Peter Tcherkassky
- Premio Orizzonti mejor mediometraje: Tse (Fuera), de Roee Rosen (Israel)
  - Mención Especial: Jean Gentil de Laura Amelia Guzmán e Israel Cárdenas

Controcampo Italiano
- Mejor película: 20 Cigarettes de Aureliano Amadei

Mención especial: Vinicio Marchioni por su trabajo en 20 Cigarettes
Premios especiales
- León Dorado a toda una carrera: Monte Hellman
- Premio Jaeger-Le Coultre Glory to the Filmmaker: Mani Ratnam
- Premio Persol 3-D al mejor film estereocópico: Avatar by James Cameron
- Premio L’Oréal Paris del cine: Vittoria Puccini

### Secciones independientes
Semana Internacional de la Crítica de Venecia
- "Region of Veneto for quality cinema" Award: Más allá de Pernilla August
- Premio especial Christopher D. Smithers Foundation: Más allá de Pernilla August

FEDIC Award - Special mention: Afraid of the Dark (Hai paura del buio) by Massimo Coppola
Venice Days (Giornati degli Autori)
- León del Futuro

Premio "Luigi de Laurentis" a la mejor ópera prima: Cogunluk (Majority) de Seren Yüce
- Premio Label Europa Cinemas: Una visita inoportuna de Bertrand Blier

Mención especial: Incendies de Denis Villeneuve
- Biografilm Lancia Award: Incendies de Denis Villeneuve
- Premio CinemAvvenire "Il cerchio non è rotondo": Cirkus Columbia de Danis Tanović
- Premio Lanterna Magica (Cgs): L’amore buio  de Antonio Capuano
- Premio FEDIC: L’amore buio  de Antonio Capuano

Prmeio Lina Mangiacapre - Mención especial: Jafar Panahi por el The Accordion
- Premio AIF Forfilmfest: L’amore buio  de Antonio Capuano
- Premio Gianni Astrei: L’amore buio  de Antonio Capuano
- Cinema.Doc - Venice Days Selection: Il Sangue verde de Andrea Segre
- Ratón de plata: Incendies de Denis Villeneuve

### Otros premios
Los siguientes films fueron premiados en la secciones independientes:
- Premio FIPRESCI:[34]
  - Mejor película (Sección oficial): Silent Souls de Aleksey Fedorchenko
  - Mejor película (Horizons): El sicario Room 164 de Gianfranco Rosi (Horizons)
- Premio SIGNIS: Meek's Cutoff  de Kelly Reichardt

Mención especial: Silent Souls de Aleksey Fedorchenko
- Premio Francesco Pasinetti (SNGCI): 
  - Mejor película: 20 Cigarettes de Aureliano Amadei (Controcampo Italiano)
  - Mejor actriz: Alba Rohrwacher por La soledad de los números primos
- Premio Cicae: La bella durmiente de Catherine Breillat
- Premio Leoncino d'oro Agiscuola: El mundo según Barney de Richard J. Lewis

Cinema for UNICEF commendation: Miral de Julian Schnabel
- Premio La Navicella – Venezia Cinema: The Ditch (Jiabiangou) de Wang Bing
- Premio C.I.C.T. UNESCO Enrico Fulchignoni: Miral de Julian Schnabel
- Premio Biografilm Lancia:
  - I'm Still Here de Casey Affleck (Fuera de competición)
  - 'Una carta a Elia de Martin Scorsese & Kent Jones (Fuera de competición)
  - Surviving Life (Prezit svuj zivot) de Jan Švankmajer (Fuera de competición)
  - 20 Cigarettes de Aureliano Amadei (Controcampo Italiano)
  - El Sicario - Room 164 de Gianfranco Rosi (Horizons)
- Premio Nazareno Taddei: Silent Souls de Aleksey Fedorchenko
- Premio CinemAvvenire: Essential Killing de Jerzy Skolimowski
- Premio Equal Opportunity: Vénus noire de Abdellatif Kechiche
- Premio Future Film Festival Digital: Detective Dee y el misterio de la llama fantasma de Tsui Hark

Mención especial: Zebraman 2: Attack on Zebra City & 13 asesinos de Takashi Miike
- Premio Brian : Lost Kisses (I baci mai dati) de Roberta Torre
- Queer Lion: En el futuro de Mauro Andrizzi (Horizons)
- Premio Arca Cinemagiovani:
  - Mejor película (Venezia 67): Balada triste de trompeta de Álex de la Iglesia
  - Premio Roberto Bognanno: Potiche de Francois Ozon
- Premio Lina Mangiacapre: Attenberg de Athina Rachel Tsangari
- UK - Italy Creative Industries Award – Best Innovative Budget: Tajabone de Salvatore Mereu (Controcampo Italiano)
- Fondazione Mimmo Rotella: La pecora nera de Ascanio Celestini
- Premio Selezione Cinema.Doc - Official Selection: El sicario room 164 de Gianfranco Rosi (Horizons)
- Ratón de oro: Silent Souls de Aleksey Fedorchenko
- Premio Open: John Woo